# Scudderia chelata
Scudderia chelata är en insektsart som beskrevs av Piza Jr. 1980. Scudderia chelata ingår i släktet Scudderia och familjen vårtbitare. Inga underarter finns listade i Catalogue of Life.